# Orendel
Der Orendel ist ein mittelhochdeutsches Versepos in mittelfränkischer Sprache. Er entstand Ende des 12. Jahrhunderts, ist allerdings nur in wesentlich jüngeren Bearbeitungen erhalten. Es gab eine handschriftliche Version von 1477 (1870 in Straßburg verbrannt) sowie eine Druckfassung und eine gedruckte Prosaversion, beide Augsburger Ausgaben aus dem Jahr 1512.
In der Spielmannsdichtung, die eine Mischung aus Heiligenlegende und Ritterabenteuer darstellt, wird eine Brautwerbungs- und Entführungsgeschichte erzählt, in welche die Legende vom grauen Rock Christi, der seinen Träger Orendel in der Schlacht schützt, verwoben ist. Der spätantike Roman über Apollonios von Tyros wurde als Handlungsgerüst für den Orendel verwendet. Das Gedicht sollte vermutlich die Wallfahrt zum Heiligen Rock in Trier anregen, welcher 1512 erstmals öffentlich ausgestellt wurde.

## Inhalt
Orendel, der Sohn des Königs von Trier, soll Bride, die Königin von Jerusalem heiraten. Seine Flotte versinkt aufgrund eines Zusammenstoßes mit einem Eisberg und er allein überlebt. Im Bauch eines Walfischs findet er einen grauen Rock, der ihm später seinen Namen gibt. Wieder zurück aus dem Bauch des Walfischs trifft er auf Bride, sie vermählen sich, und Orendel wird Herr über Jerusalem.
Karl Joseph Simrock gab 1845 eine hochdeutsche Übersetzung unter dem Titel Der ungenähte Rock Christi oder König Orendel heraus.

## Ausgaben
- Orendel, Faksimilierte Ausgabe der Vers- und der Prosafassung nach den Drucken von 1512, Hrsg. und mit einem Vorwort versehen von Ludwig Denecke, (= Sammlung Metzler; Band 111), Stuttgart 1972
- Walter Johannes Schröder (Hg.): Sankt Oswald, Orendel, Salman und Morolf, (= Spielmannsepen; Band 2), Darmstadt 1976